# Ratíškovice
Ratíškovice (en allemand : Ratischkowitz) est une commune du district de Hodonín, dans la région de Moravie-du-Sud, en République tchèque. Sa population s'élevait à 3 964 habitants en 2024.

## Géographie
Ratíškovice se trouve à 9 km au nord-nord-est de Hodonín, à 51 km au sud-est de Brno et à 236 km à l'est de Prague.
La commune est limitée par Milotice au nord, par Vacenovice au nord-est, par Vracov à l'est, par Rohatec et Hodonín au sud, et par Dubňany à l'ouest.

## Histoire
La première mention écrite de la localité date probablement de 1131.

## Transports
Par la route, Ratíškovice se trouve à 8,5 km de Hodonín, à 63 km de Brno et à 267 km de Prague.